# Mario Czaja

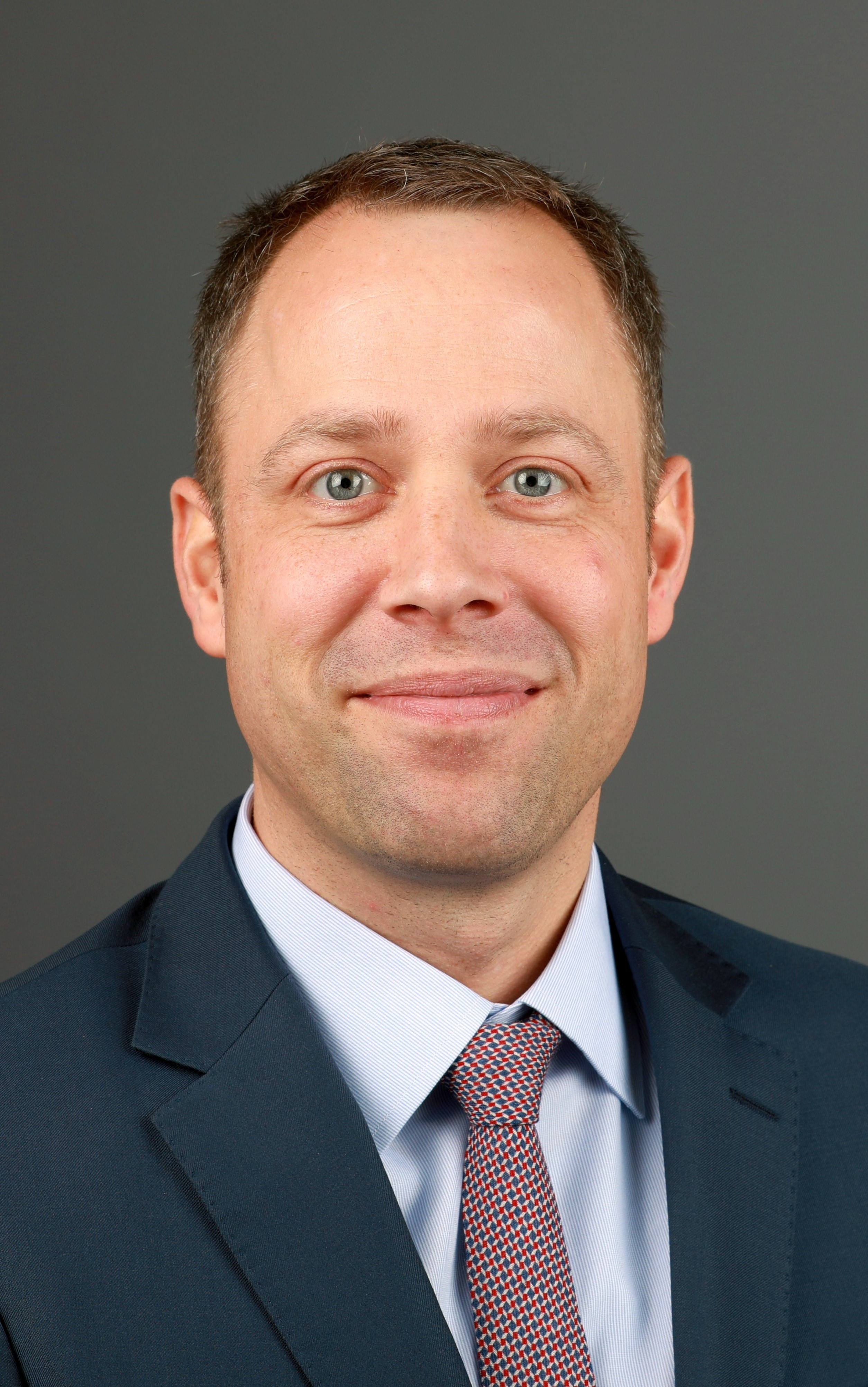
Czaja em 2013

Mario Czaja (nascido em 21 de setembro de 1975) é um político alemão da União Democrata-Cristã da Alemanha (CDU) e desde 2006 membro do Abgeordnetenhaus de Berlim, o parlamento da cidade-estado de Berlim .
Czaja nasceu em 1975 em Berlim Oriental, capital da RDA e estudou administração de empresas . Czaja ingressou na CDU em 1993 e tornou-se membro da Abgeordnetenhaus em 2006.
De 2011 a 2016, Czaja também foi membro do Senado de Berlim, o órgão do governo de Berlim, com responsabilidade pelos cuidados de saúde e questões sociais.